# Anchoa cayorum
Anchoa cayorum is een  straalvinnige vissensoort uit de familie van ansjovissen (Engraulidae). De wetenschappelijke naam van de soort is voor het eerst geldig gepubliceerd in 1906 door Fowler.